# Jean-Marie Lovey

Bischofswappen von Jean-Marie Lovey

Jean-Marie Lovey CRB (* 2. August 1950 in Orsières) ist ein schweizerischer Geistlicher, ehemaliger Propst vom Hospiz auf dem Grossen St. Bernhard und Bischof von Sitten.

## Leben
Jean-Marie Lovey studierte Philosophie und Theologie an der Universität Freiburg (Schweiz). Am 27. Oktober 1971 legte er seine Profess bei der Kongregation des Großen Sankt Bernhard ab. Am 15. Juni 1977 empfing er die Priesterweihe. Lovey war Kaplan an verschiedenen Hochschulen, dann Prior, später Propst. Am 4. Februar 2009 wurde er Generaloberer der Kongregation der Chorherren des Grossen St. Bernhard.
Am 8. Juli 2014 erfolgte die Ernennung zum Bischof von Sitten durch Papst Franziskus. Die Bischofsweihe spendete ihm sein Vorgänger Norbert Brunner am 28. September desselben Jahres. Mitkonsekratoren waren der Bischof von Lausanne, Genf und Freiburg, Charles Morerod OP, und der Militärbischof von Frankreich, Luc Marie Daniel Ravel CRSV.